# 桓公 (杞)
桓公（かんこう、生年不詳 - 紀元前567年）は、春秋時代の杞の君主。姓は姒、名は姑容。徳公の子。紀元前637年、兄の成公が死去すると、後を嗣いで杞国の君主となった。
紀元前633年春、魯を訪問したが、非礼のことがあった。8月、魯の公子遂が軍を率いて侵入してきた。紀元前615年春、魯に朝見に訪れ、叔姫との離婚を申し出た。紀元前591年、魯の攻撃を受けた。紀元前587年、魯に朝見に訪れた。
紀元前586年12月、晋・斉・魯・宋・衛・鄭・曹・邾と蟲牢で同盟した。紀元前582年1月、晋・斉・魯・宋・衛・鄭・曹・莒と蒲で同盟した。紀元前573年、魯に朝見に訪れた。魯の成公に晋の悼公の統治について聞くと、晋に朝見に訪れ、通婚を願い出た。紀元前572年5月、晋を中心とする連合軍が鄭を攻撃すると、桓公は軍を派遣して鄫に駐屯させた。
紀元前567年3月、死去した。在位70年。